# Bidens maximowicziana
Bidens maximowicziana là một loài thực vật có hoa trong họ Cúc. Loài này được Oett. mô tả khoa học đầu tiên năm 1906.